# Sérvio Cornélio Dolabela Metiliano Pompeu Marcelo
Sérvio Cornélio Dolabela Metiliano Pompeu Marcelo (em latim: Servius Cornelius Dolabella Metilianus Pompeius Marcellus) foi um senador romano da patrícia gente Cornélia nomeado cônsul sufecto para o nundínio de janeiro a abril de 113 com Caio Clódio Crispino no lugar de Lúcio Publílio Celso, que deixou o posto no final de janeiro.

## Origem
Uma inscrição recuperada em Corfínio e dedicada pelos cidadãos da cidade em reconhecimento ao patrocínio de Corfínio forneceu os prenomes de seus ancestrais paternos: seu pai se chamava "Sérvio" e seu avô, bisavô e trisavô, Públio. Por conta disto, seu pai foi identificado como sendo Sérvio Cornélio Dolabela Petroniano, cônsul em 86, que era filho de Públio Cornélio Dolabela, cônsul em 55, neto de Públio Cornélio Dolabela, cônsul em 10, e bisneto de Públio Cornélio Dolabela, cônsul sufecto em 35 a.C.. Sua mãe foi identificada como sendo Metília, a primeira esposa de Petroniano, de quem Marcelo herdou os três últimos elementos de seu nome. Da segunda esposa de Petroniano, Verânia, Marcelo tinha ainda um meio-irmão chamado Dolabela Veraniano, de quem só se sabe que foi um dos irmãos arvais.

## Carreira
A mesma inscrição também revela a carreira política de Marcelo. Ele começou sua carreira como triúnviro monetário, o mais prestigioso dos quatro comitês dos vigintiviri, um posto geralmente reservado a patrícios ou favoritos do imperador. Em seguida, Marcelo foi admitido entre os sálios palatinos, um dos poucos colégios sacerdotais ainda restritos a patrícios em Roma. Em seguida, foi um dos dois questores alocados para apoiar Trajano, outra honra restrita. Depois, serviu como sevir equitum Romanorum, cuja responsabilidade era realizar a revisão anual dos equestres de Roma.
Finalmente, Marcelo foi pretor e cônsul sufecto (113).  Um dos privilégios dos patrícios durante o período imperial era poder chegar ao consulado poucos anos depois de ser eleito pretor, sem precisar servir como governador de alguma província e nem servir como tribuno ou legado de alguma legião. O único cargo listado depois do consulado indica que ele foi admitido entre os flâmines quirinais. Depois disto, nada mais se sabe sobre sua vida. 
Como a inscrição de Corfínio se refere a Trajano como "divi Traiani Parthici", é certo que ela foi erigida depois da morte do imperador, em 118, e atesta que Marcelo ainda estava vivo pelo menos até esta data. Como não há mais nenhum registro de um "Cornélio Dolabela" depois de Marcelo, é possível que ele tenha sido o último de sua família.